# Baraguá (Ciego de Ávila)
Baraguá es un municipio cubano perteneciente a la provincia de Ciego de Ávila. 
Se encuentra situado en el suroeste de la dicha provincia, cuenta con 32 747 habitantes y posee una extensión geográfica de 728,18 km². 
Colinda al norte con el municipio Primero de Enero y al sur con el golfo de "Ana María".
El topónimo Baraguá es de procedencia aborigen, significa sitio de aguas abundante lo que se confirma en cuanto a la presencia de la cuenca subterránea que atraviesa el municipio unas de las mayores de la provincia.